# K-os
Kevin Brereton, mais conhecido por seu nome artístico k-os (Toronto, 20 de fevereiro de 1972), é um rapper, cantor, letrista e produtor musical canadense. Seu nome também pode ser citada como Kheaven, uma ortografia mais tarde adotada por ele.
"K-OS", escrito com letras minúsculas "k", foi destinado a ser menos agressivos do que os pseudônimos de outros rappers cujos nomes eram todas as letras maiúsculas, como KRS-One. É um acrónimo para "autoconhecimento", embora em uma entrevista mais tarde ele disse que originalmente significava "Som Original de Kevin". A música de k-os incorpora uma grande variedade de gêneros musicais, incluindo rap, funk, rock e reggae. As letras freqüentemente se concentram em promover uma "mensagem positiva", enquanto às vezes expressa críticas da obsessão cultural hip hop com dinheiro, fama e glorificação da violência. Como músico, bem como um produtor, k-os escreveu e produziu quase cada parte de todos os seus quatro álbuns. k-os geralmente grava com uma banda ao vivo, algo que é incomum no gênero hip hop. Ele às vezes toca guitarra e teclado, tanto durante as performances ao vivo como no estúdio.
k-os recebeu sua primeira exposição musical com o single "Musical Essence", lançado em 1993. Após o lançamento do seu segundo single "Rise Like the Sun" em 1996, retirou-se da indústria musical, porque ele estava insatisfeito com seu estilo musical. Ele reapareceu em 1999 e lançou seu álbum de estréia Exit, em 2002. O álbum recebeu críticas positivas, mas vendeu relativamente poucas cópias. Ele lançou seu segundo álbum Joyful Rebellion, em 2004, que recebeu disco de platina no Canadá. Um terceiro álbum, Atlantis: Hymns for Disco, foi lançado em 2006 e também ganhou disco de platina. Seu quarto álbum, Yes!, foi lançado em 2009. Seu quinto álbum BLack on BLonde foi lançado em 2013.

## Discografia

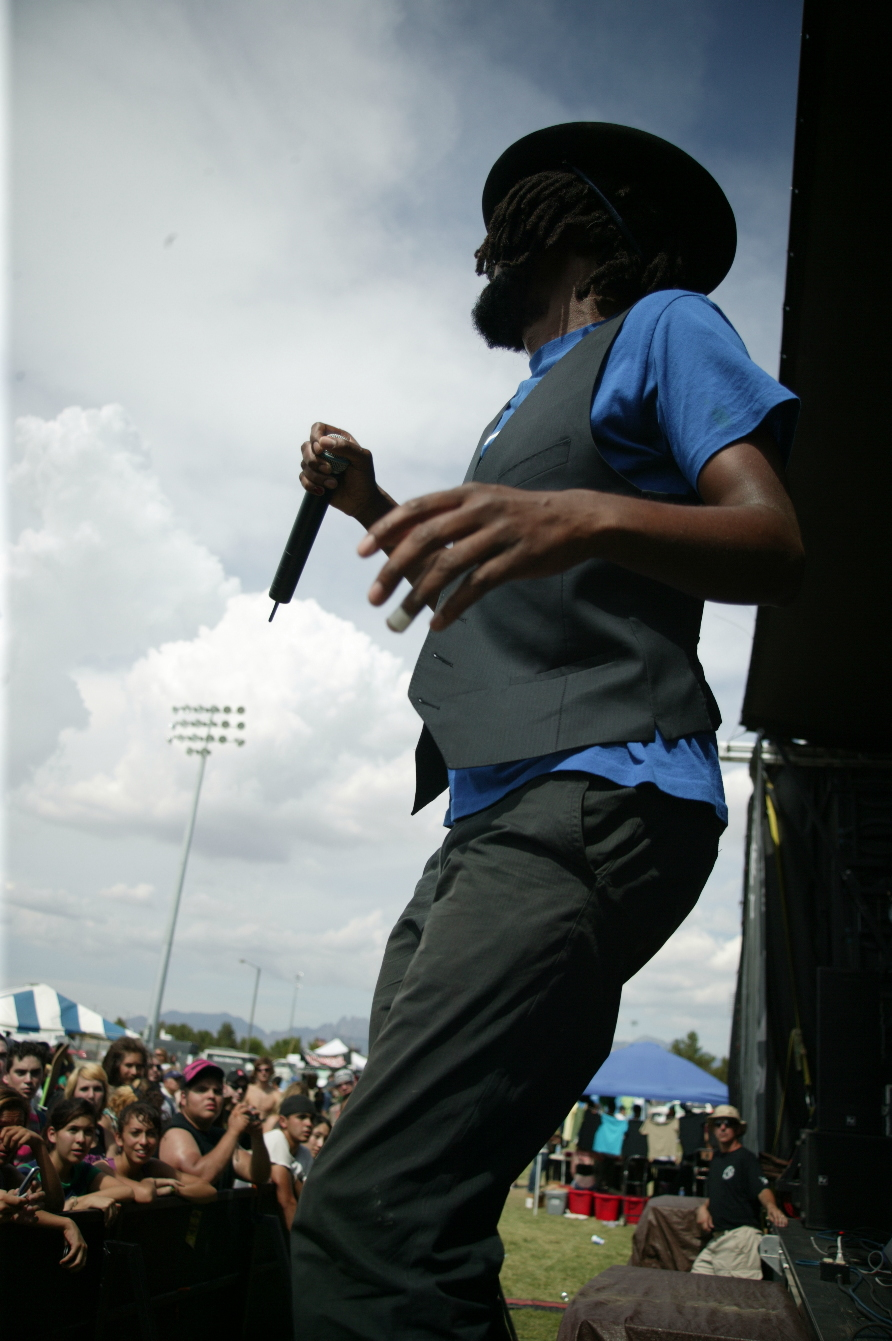
k-os na Vans Warped Tour 2007, em Las Cruces, Novo México, 12 de julho de 2007.

### Estúdio
- Exit (2002)
- Joyful Rebellion (2004)
- Atlantis: Hymns for Disco (2006)
- Yes! (2009)
- BLack on BLonde (2013)

### Compilações
- Collected (2007)
- The Trill: A Journey so Far (2009)
- MuchMusic presents K-OS LIVE (2011)

### Mixtape
- The Anchorman Mixtape (2010)